# 클리퍼드 가군 다발
미분기하학에서 클리퍼드 가군 다발(Clifford加群다발, 영어: Clifford module bundle)은 각 올이 (클리퍼드 다발의 올인) 클리퍼드 대수의 가군의 구조를 갖는 벡터 다발이다.

## 정의
다음 데이터가 주어졌다고 하자.
- 매끄러운 다양체 {\displaystyle M}
- {\displaystyle M} 위의 클리퍼드 다발 {\displaystyle C}
- {\displaystyle M} 위의 벡터 다발 {\displaystyle E}

만약 각 {\displaystyle x\in M}에서, {\displaystyle C_{x}}의 {\displaystyle E_{x}} 위의 작용이 주어져 {\displaystyle E_{x}}가 {\displaystyle C_{x}}의 위상 왼쪽 가군이 되며, 그 작용이 모두 연속적이라면, {\displaystyle E}를 {\displaystyle C}의 클리퍼드 가군 다발(영어: Clifford module bundle)이라고 한다. 물론, 마찬가지로 매끄러운 클리퍼드 가군 다발을 정의할 수 있다.

### 클리퍼드 가군 다발 접속
다음 데이터가 주어졌다고 하자.
- 매끄러운 다양체 {\displaystyle (M,g)}
- 매끄러운 클리퍼드 다발 {\displaystyle C} 및 그 위의 클리퍼드 다발 접속 {\displaystyle \nabla ^{C}}
- {\displaystyle C}의 매끄러운 클리퍼드 왼쪽 가군 다발 {\displaystyle E\twoheadrightarrow M}
- {\displaystyle E} 위의 코쥘 접속 {\displaystyle \nabla ^{E}}

만약 {\displaystyle \nabla ^{E}}가 다음 조건을 만족시킨다면, 클리퍼드 가군 다발 접속(영어: Clifford module bundle connection)이라고 한다. 임의의 {\displaystyle a\in \Gamma ^{\infty }(C)} 및 벡터장 {\displaystyle X\in \Gamma ^{\infty }(\mathrm {T} M)} 및 매끄러운 단면 {\displaystyle s\in \Gamma ^{\infty }(E)}에 대하여,
{\displaystyle (\nabla _{X}^{E})(a\bullet s)-a\bullet \nabla _{X}^{E}s=(\nabla _{X}^{C}a)\bullet s}
즉, 클리퍼드 접속은 클리퍼드 다발의 작용과 호환되는 코쥘 접속이다.

## 연산

### 직합
같은 클리퍼드 다발 위의 두 클리퍼드 가군 다발의 직합은 역시 클리퍼드 가군 다발이다.

### 텐서곱
다음 데이터가 주어졌다고 하자.
- 매끄러운 다양체 {\displaystyle M}
- {\displaystyle M} 위의 클리퍼드 다발 {\displaystyle C}
- {\displaystyle C} 위의 클리퍼드 가군 다발 {\displaystyle E}
- {\displaystyle M} 위의 매끄러운 벡터 다발 {\displaystyle F}

그렇다면, {\displaystyle E\otimes F} 위에는 표준적인 클리퍼드 가군 다발 구조가 다음과 같이 존재한다.
{\displaystyle c\bullet (e\otimes f)=(x\bullet e)\otimes f\qquad \forall x\in M,\;c\in C_{x},\;e\in E_{x},\;f\in F_{x}}
특히, {\displaystyle F}가 (실수 또는 복소수) 선다발일 경우가 자주 사용된다.

## 예

### 스피너 다발
준 리만 다양체 {\displaystyle (M,g)}가 주어졌을 때, 그 접다발 {\displaystyle \mathrm {T} M}에 대한 클리퍼드 다발 {\displaystyle \operatorname {Cl} (\mathrm {T} M,g)\cong \operatorname {Cl} (\mathrm {T} ^{*}M,g^{-1})}이 존재한다. 만약 {\displaystyle (M,g)}에 스핀 다양체의 구조가 주어졌다면, 그 스피너 다발 {\displaystyle \mathrm {S} M}은 그 위의 클리퍼드 가군 다발을 이룬다. 이 경우 레비치비타 접속을 통해 {\displaystyle \mathrm {S} M} 위의 클리퍼드 가군 다발 접속을 정의할 수 있다. 만약 {\displaystyle M}이 짝수 차원이라면, 스피너 다발은 바일 스피너 다발
{\displaystyle \mathrm {S} M=\mathrm {S} ^{+}M\oplus \mathrm {S} ^{-}M}
으로 분해되며, 이 역시 각각 클리퍼드 가군 다발을 이룬다. 또한, 적절한 부호수에서 마요라나(-바일) 스피너 다발을 정의할 수 있으며, 이 역시 클리퍼드 가군 다발을 이룬다.
이 경우, 레비치비타 접속을 {\displaystyle \mathrm {S} M} 위로 자연스럽게 확장할 수 있으며, 이는 클리퍼드 가군 다발 접속을 이룬다. 만약 {\displaystyle (M,g)} 위에 스핀 구조가 주어졌을 때, 스피너 다발 {\displaystyle \mathrm {S} M}은 그 위의 클리퍼드 가군 다발을 이룬다.
보다 일반적으로, {\displaystyle (M,g)} 위의 스핀C 다양체 구조가 주어졌다면, 이에 대한 스피너 다발은 역시 클리퍼드 가군 다발을 이룬다.

### 일반화 기하학
매끄러운 다양체 {\displaystyle M} 위의 임의의 매끄러운 벡터 다발 {\displaystyle E}가 주어졌다면, {\displaystyle E\oplus E^{*}} 위의 자연스러운 이차 형식
{\displaystyle Q(x,\xi )=\xi (x)}
을 통해 클리퍼드 다발 {\displaystyle \operatorname {Cl} (E\oplus E^{*},Q)}을 정의할 수 있다. 이 경우, {\displaystyle E\oplus E^{*}}의 단면은 임의의 미분 형식 {\displaystyle \alpha \in \Gamma (\textstyle \bigwedge E^{*})} 위에 다음과 같이 작용한다.
{\displaystyle (x,\xi )\bullet \alpha =x\lrcorner \alpha +\xi \wedge \alpha \in \Gamma \left(\bigwedge E^{*}\right)}
여기서 {\displaystyle \lrcorner }는 내부곱이며 {\displaystyle \wedge }는 쐐기곱이다.
이 작용은
{\displaystyle (x,\xi )\bullet ((x,\xi )\bullet \alpha )=x\lrcorner (\xi \wedge \alpha )-\xi \wedge (x\lrcorner \alpha )=\xi (x)\alpha }
를 따르므로, {\displaystyle \textstyle \bigwedge E^{*}}은 {\displaystyle \operatorname {Cl} (E\oplus E^{*})} 위의 클리퍼드 가군 다발을 이룬다.
특히, {\displaystyle E=\mathrm {T} M}인 경우, 미분 형식은 이 클리퍼드 다발의 일종의 ‘스피너’처럼 행동하는 것을 알 수 있다.

## 같이 보기
- 스핀 표현

## 참고 문헌
1. ↑  Berline, N.; Getzler, E.; Vergne, M. (1992). 《Heat kernels and Dirac operators》. Grundlehren der Mathematischen Wissenschaften (영어) 298. Springer-Verlag.